# 自由廣場 (塔林)

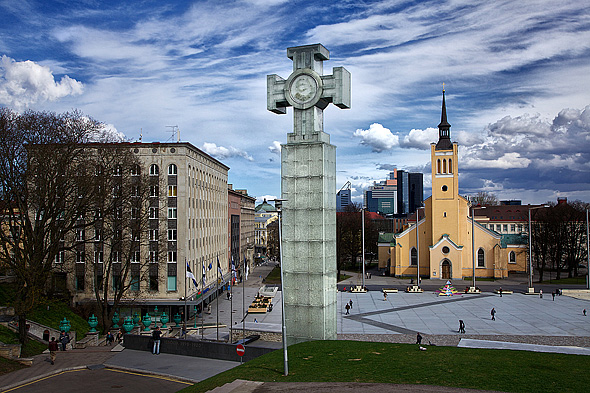
塔林自由廣場，相片前景是独立战争胜利纪念柱，左侧是前保险公司EEKS-MAJA的大楼，右側則為圣约翰教堂

自由广场是爱沙尼亚首都塔林老城区南端的广场，衆多活动和音乐会都曾於此举行。旁邊坐落圣约翰教堂、卡尔利大道和地下购物中心和愛沙尼亞獨立戰爭胜利柱。面积为7,752平方（83,440平方英尺） 、110乘75（361乘246英尺）。